# Liberate Yourself
Liberate Yourself – dziewiąty album studyjny Sizzli, jamajskiego wykonawcy muzyki reggae i dancehall.
Ten dwupłytowy album został wydany 1 lutego 2000 roku przez jamajską wytwórnię Kariang Records. Pierwszy krążek zawiera premierowe utwory Sizzli, natomiast drugi to kompilacja nowych piosenek jego przyjaciół ze sceny muzycznej. Produkcją całości zajął się Michael Lee.

## Lista utworów

### CD 1
1. "Inna Africa"
2. "Wizer Than Dem"
3. "Takes Only Time"
4. "Fire Fi Bun"
5. "Get We Out"
6. "From Long Time"
7. "By Your Words"
8. "Forever Be Strong"
9. "Liberate Yourself"
10. "Be Yourself"
11. "Tell the Children"
12. "Waan Go Home"
13. "Healing of the Nation"

### CD 2
1. Garnett Silk – "Sayonara"
2. Doniki – "I've Been There"
3. Terri Ganzie – "Wicked & Hot"
4. Jack Radics – "He's Everlasting"
5. Bushman – "Somewhere"
6. Sugar Black & Lebachulah – "Behold the Armageddon"
7. Sizzla – "Ghetto Youth"
8. Prezident Brown – "Micro Chip"
9. Kulcha Knox – "Hail Jah"
10. Fargo Vice & Don T – "Mama Africa – Garden of Eden"
11. Luciano – "I Will Survive"
12. Uton Green – "Jah Jah Question"

## Muzycy
- Sizzla – wokal
- Garnett Silk – wokal (sample)
- Uton Green – wokal (gościnnie)
- Lebachulah – wokal (gościnnie)
- Terri Ganzie – wokal (gościnnie)
- Jack Radics – wokal (gościnnie)
- Sugar Black – wokal (gościnnie)
- Prezident Brown – wokal (gościnnie)
- Kulcha Knox – wokal (gościnnie)
- Fargo Vice – wokal (gościnnie)
- Bushman – wokal (gościnnie)
- Luciano – wokal (gościnnie)
- Doniki – wokal (gościnnie)
- Don T – wokal (gościnnie)
- Wayne Armond – gitara
- Mikey "Mao" Chung – gitara
- Dalton Brownie – gitara basowa
- Devon Bradshaw – gitara basowa
- Clive "Azul" Hunt – gitara basowa
- Christopher "Longman" Birch – gitara basowa, instrumenty klawiszowe
- Paul "Wrong Move" Crossdale – instrumenty klawiszowe
- Melbourne "George Dusty" Miller – perkusja
- Tillmon "Tony Ruption" Williams – perkusja
- Cecil Hardy – perkusja
- Kirk Hedge – konga
- Dean Fraser – saksofon
- Junior "Chico" Chin – trąbka
- Ronald "Nambo" Robinson – puzon
- Patrick "Tony Gold" Morrison – chórki
- Derek "Brian Gold" Thompson – chórki
- Michelle Bradshaw – chórki

### Personel
- Rohan "Doc Holiday" Dwyer – inżynier dźwięku, automat perkusyjny
- Kirk Hedge – inżynier dźwięku, miks
- Errol Brown – miks
- Barry O'Hare – miks
- Frank Cesarano – mastering